# Kedungsatriyan
Kedungsatriyan is een bestuurslaag in het regentschap Blora van de provincie Midden-Java, Indonesië. Kedungsatriyan telt 1481 inwoners (volkstelling 2010).